# Michael Clayton
Michael Clayton je americký dramatický film z roku 2007 režiséra Tonyho Gilroye v hlavních rolích s Georgem Clooneyem, Tomem Wilkinsonem, Tildou Swinton a Sydneyem Pollackem. Film sleduje pokus advokáta Michaela Claytona vyrovnat se s kolegovým náhlým psychickým zhroucením, korupcí a intrikami týkajícími se velkého klienta jeho právní firmy, společnosti, na kterou je podána skupinová žaloba kvůli vlivu toxických agrochemikálií.
Tilda Swinton za svůj výkon ve vedlejší roli získala několik ocenění včetně Oscara, BAFTA Award a nominace na Zlatý glóbus. Další ocenění a nominace získali i George Clooney a Tom Wilkinson. Samotný film byl nominován např. na Oscara za nejlepší film a Zlatý glóbus za nejlepší dramatický film.

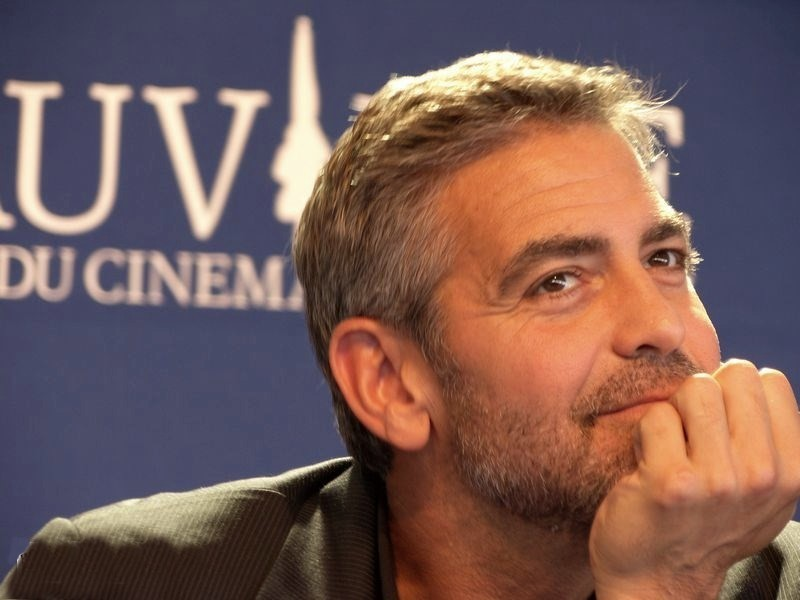
George Clooney na tiskové konferenci k filmu v roce 2007.

## Obsazení
| George Clooney     | Michael Clayton  |
| Tom Wilkinson      | Arthur Edens     |
| Tilda Swinton      | Karen Crowderová |
| Sydney Pollack     | Marty Bach       |
| Michael O'Keefe    | Barry Girssom    |
| Sean Cullen        | Gene Clayton     |
| Ken Howard         | Don Jeffries     |
| Merritt Wever      | Anna             |
| Austin Williams    | Henry Clayton    |
| Denis O'Hare       | Greer            |
| Robert Prescott    | Verne            |
| Terry Serpico      | Iker             |
| Katherine Waterson |                  |

## Přijetí

### Tržby
Film vydělal 49 milionů dolarů v Severní Americe a 43 milionů dolarů v ostatních oblastech, celkově tak vydělal 92,9 milionů dolarů po celém světě. Rozpočet filmu činil 25 milionů dolarů. V Severní Americe byl uveden limitovaně 5. října 2007, poté byl uveden do více kin v 12. října 2007. Za první víkend vydělal 719 tisíc dolarů a za první víkend s promítáním v 2 511 kin vydělal 10,3 milionů dolarů.

### Recenze
Film získal pozitivní recenze od kritiků. Na recenzní stránce Rotten Tomatoes získal ze 197 započtených recenzí 90 procent s průměrným ratingem 7,6 bodů z deseti. Na serveru Metacritic snímek získal z 36 recenzí 82 bodů ze sta. Na Česko-Slovenské filmové databázi si snímek drží 74%.

### Ocenění a nominace
| Ocenění                                                | Kategorie                                           | Nominovaný          | Výsledek  |
| ------------------------------------------------------ | --------------------------------------------------- | ------------------- | --------- |
| Oscar                                                  | Nejlepší původní scénář                             | Tony Gilroy         | nominace  |
| Oscar                                                  | Nejlepší původní hudba                              | James Newton Howard | nominace  |
| Oscar                                                  | Nejlepší film                                       | Michael Clayton     | nominace  |
| Oscar                                                  | Nejlepší režie                                      | Tony Gilroy         | nominace  |
| Oscar                                                  | Nejlepší ženský herecký výkon ve vedlejší roli      | Tilda Swinton       | vítězství |
| Oscar                                                  | Nejlepší mužský herecký výkon ve vedlejší roli      | Tom Wilkinson       | nominace  |
| Edgar Award                                            | Nejlepší filmový scénář                             | Tony Gilroy         | vítězství |
| Filmová ceny Britské akademie                          | Nejlepší střih                                      | John Gilroy         | nominace  |
| Filmová ceny Britské akademie                          | Nejlepší mužský herecký výkon v hlavní roli         | George Clooney      | nominace  |
| Filmová ceny Britské akademie                          | Nejlepší mužský herecký výkon ve vedlejší roli      | Tom Wilkinson       | nominace  |
| Filmová ceny Britské akademie                          | Nejlepší ženský herecký výkon ve vedlejší roli      | Tilda Swinton       | vítězství |
| Ocenění britské akademie filmového a televizního umění | Nejlepší ženský herecký výkon ve vedlejší roli      | Tilda Swinton       | nominace  |
| Broadcast Film Critics Association                     | Nejlepší film                                       | Michael Clayton     | nominace  |
| Broadcast Film Critics Association                     | Nejlepší scénář                                     | Tony Gilroy         | nominace  |
| Broadcast Film Critics Association                     | Nejlepší mužský herecký výkon v hlavní roli         | George Clooney      | nominace  |
| Broadcast Film Critics Association                     | Nejlepší mužský herecký výkon ve vedlejší roli      | Tom Wilkinson       | nominace  |
| Broadcast Film Critics Association                     | Nejlepší ženský herecký výkon ve vedlejší roli      | Tilda Swinton       | nominace  |
| Chicago Film Critics Association                       | Nejlepší film                                       | Michael Clayton     | nominace  |
| Chicago Film Critics Association                       | Nejlepší mužský herecký výkon v hlavní roli         | George Clooney      | nominace  |
| Chicago Film Critics Association                       | Nejlepší mužský herecký výkon ve vedlejší roli      | Tom Wilkinson       | nominace  |
| Chicago Film Critics Association                       | Nejlepší ženský herecký výkon ve vedlejší roli      | Tilda Swinton       | nominace  |
| Chicago Film Critics Association                       | Nejlepší režie                                      | Tony Gilroy         | nominace  |
| Chicago Film Critics Association                       | Nejlepší původní scénář                             | Tony Gilroy         | nominace  |
| Chicago Film Critics Association                       | Nejslibnější filmař                                 | Tony Gilroy         | nominace  |
| Dallas-Fort Worth Film Critics Association             | Nejlepší ženský herecký výkon ve vedlejší roli      | Tilda Swinton       | vítězství |
| Kansas City Film Critics Circle                        | Nejlepší ženský herecký výkon ve vedlejší roli      | Tilda Swinton       | vítězství |
| Zlatý glóbus                                           | Nejlepší mužský herecký výkon v hlavní roli – drama | George Clooney      | nominace  |
| Zlatý glóbus                                           | Nejlepší film – drama                               | Michael Clayton     | nominace  |
| Zlatý glóbus                                           | Nejlepší ženský herecký výkon ve vedlejší roli      | Tilda Swinton       | nominace  |
| Zlatý glóbus                                           | Nejlepší mužský herecký výkon ve vedlejší roli      | Tom Wilkinson       | nominace  |
| London Film Critics' Circle                            | Nejlepší mužský herecký výkon v hlavní roli         | George Clooney      | nominace  |
| London Film Critics' Circle                            | Nejlepší ženský herecký výkon ve vedlejší roli      | Tilda Swinton       | nominace  |
| London Film Critics' Circle                            | Nejlepší britský herec                              | Tom Wilkinson       | nominace  |
| London Film Critics Association                        | Nejlepší britský herec                              | Tom Wilkinson       | vítězství |
| National Board of Review                               | Nejlepších deset filmů                              | Michael Clayton     | vítězství |
| Satellite Awards                                       | Nejlepší původní scénář                             | Tony Gilroy         | nominace  |
| Satellite Awards                                       | Nejlepší mužský herecký výkon ve vedlejší roli      | Tom Wilkinson       | vítězství |
| Satellite Awards                                       | Nejlepší ženský herecký výkon ve vedlejší roli      | Tilda Swinton       | nominace  |
| San Francisco Film Critics Circle                      | Nejlepší mužský herecký výkon v hlavní roli         | George Clooney      | vítězství |
| Screen Actors Guild Awards                             | Nejlepší mužský herecký výkon v hlavní roli         | George Clooney      | nominace  |
| Screen Actors Guild Awards                             | Nejlepší mužský herecký výkon ve vedlejší roli      | Tom Wilkinson       | nominace  |
| Screen Actors Guild Awards                             | Nejlepší ženský herecký výkon ve vedlejší roli      | Tilda Swinton       | nominace  |
| Benátský filmový festival                              | Zlatý lev                                           | Michael Clayton     | nominace  |
| Vancouver Film Critics Circle                          | Nejlepší ženský herecký výkon ve vedlejší roli      | Tilda Swinton       | vítězství |
| Washington D.C. Area Film Critics Association          | Nejlepší mužský herecký výkon v hlavní roli         | George Clooney      | nominace  |